# Div (2009.)
Div (špa. Gigante, eng. Giant) je urugvajski film kojeg je režirao Adrían Biniez. Film je 2009. nagrađen na Berlinskom filmskom festivalu srebrnim medvjedom za najbolju režiju i nagradom za najbolji debitantski film.

## Radnja
Jara je zaštitar u supermarketu u glavnom gradu Montevideu. Njega jako zanimaju filmovi i glazba, posebno heavy metal. Preko nadzorne kamere uočava čistačicu Juliju koja radi u noćnoj smjeni. Odmah se zaljubljuje u nju te je svugdje prati, ali nema hrabrosti da joj se obrati. Sumnjajući da se Julia zabavlja s nekim zaposlenikom iz trgovine, Jara odlučuje to provjeriti te dobiva suspenziju zbog kršenja poslovnih pravila. No Jara je spor u svome naumu da osvoji njeno srce, pa je uprava otpušta prije nego što Jara smogne hrabrosti joj prići.

## Uloge
- Horacio Camandule – Jara
- Leonor Svarcas – Julia
- Diego Artucio – Omar
- Ariel Caldarelli – Jarin šef
- Fabiana Charlo – Mariela
- Andrés Gallo – Fidel
- Federico García – Matías
- Néstor Guzzini – Tomás
- Esteban Lago – Gustavo
- Ernesto Liotti – Danilo
- Carlos Lissardy – Kennedy